# Course (Canche)
Die Course ist ein Fluss in Frankreich, der im Département Pas-de-Calais in der Region Hauts-de-France verläuft. Sie entspringt im gleichnamigen Ort Course, im Gemeindegebiet von Doudeauville. Der Fluss entwässert generell in südwestlicher Richtung und mündet nach rund 25 Kilometern, nahe der Stadt Montreuil-sur-Mer, als rechter Nebenfluss in die Canche.

## Orte am Fluss
- Doudeauville
- Recques-sur-Course
- Estréelles
- Montreuil-sur-Mer